# ایو گودیمو
ایو گودیمو (انگلیسی: Yves Godimus؛ زادهٔ ۱۲ ژانویهٔ ۱۹۶۰) دوچرخه‌سوار اهل بلژیک است.